# Sciaphila
Genre
Sciaphila est un genre de lépidoptères (papillons) de la famille des Tortricidae. Selon certaines sources, il serait un synonyme de Cnephasia.

## Espèces
- Sciaphila debiliana